# Les Noces de Poitiers
Les Noces de Poitiers est un roman de Georges Simenon, paru en 1946.

## Résumé
Gérard Auvinet épouse Linette qui est enceinte. Cette grossesse est ignorée de la famille, et le mariage, désapprouvé par la mère de Gérard, veuve sans ressources qui geint à l'idée de voir compromise l'aide financière de son fils. Le couple quitte Poitiers pour Paris afin de dissimuler la grossesse et aussi pour tenter d'y faire fortune.  
Là, les jeunes gens mènent une vie difficile et médiocre, où les soucis d'argent sont quotidiens. Gérard est jeune et plein d'ambition, mais il est velléitaire et sans grandes possibilités : il effectue un travail mal rémunéré pour une association patriotique où il espère se faire des relations. Il ne tarde pas à être déçu, car sa situation, en fait peu intéressante, est sans avenir. Pour comble de malchance, Linette tombe gravement malade. 
Gérard lutte, d'abord seul, pour assurer leur subsistance, puis il accepte l'aide de Pilar, femme entretenue dont il a fait la connaissance dans un bar et qui cherchera à lui trouver une situation dans le milieu où elle vit. 
Mais l'homme riche et âgé qui lui procurait son aisance est éloigné par ses enfants, et Pilar charge Gérard de vendre une bague de valeur qu'elle a reçue de cet amant, en attendant que d'autres bijoux qu'il avait dérobés à ses filles soient également négociés. Se rendant compte de la vénalité de Pilar, excédé à la fois par le jeu peu reluisant qu'elle mène et par le marasme où il se débat, Gérard rompt avec Pilar et renonce à poursuivre dans la voie chimérique où il s'est engagé. 
Sa femme guérit sur ces entrefaites et met au monde une fille : Gérard voit dans cette naissance un signe du destin qui l'encourage à prendre ses responsabilités. Il accepte alors la perspective d'une vie plus régulière grâce à un emploi modeste dans un journal de Tulle.

## Aspects particuliers du roman
Étude psychologique d’un jeune homme au seuil de la vie, confronté avec les aspirations de son âge et des obligations trop lourdes pour cet âge, les unes et les autres créant chez le personnage une dualité qui le déchire. 

## Fiche signalétique de l'ouvrage

### Cadre spatio-temporel
Poitiers. Paris. Époque contemporaine.

### Les personnages

#### Personnage principal
Gérard Auvinet. Employé. Se marie au moment où commence le roman. 20 ans.

#### Autres personnages
- Linette Bonfils, épouse de Gérard, 20 ans
- Pilar, Espagnole, ex-servante au consulat, courtisane
- Mme veuve Auvinet, mère de Gérard
- Jean Sabin, soi-disant romancier, président de « Ligue patriotique française » qu’il a créée.

## Éditions
- Prépublication en feuilleton dans l'hebdomadaire Dimanche Paysage, octobre 1945
- Édition originale : Gallimard, 1946
- Tout Simenon, tome 25, Omnibus, 2003  (ISBN 978-2-258-06110-1)
- Folio Policier, n° 385, 2005  (ISBN 978-2-07-030930-6)
- Romans durs, tome 6, Omnibus, 2012  (ISBN 978-2-258-09360-7)
- Romans durs, tome 6, Omnibus, 2023  (ISBN 978-2-258-20263-4)

## Source
- Maurice Piron, Michel Lemoine, L'Univers de Simenon, guide des romans et nouvelles (1931-1972) de Georges Simenon, Presses de la Cité, 1983, p. 122-123  (ISBN 978-2-258-01152-6)